# Stellichte
Stellichte ist ein Ortsteil der Stadt Walsrode im niedersächsischen Landkreis Heidekreis. In dem Heidedorf leben etwa 670 Einwohner auf einer Fläche von 18,3 km².

## Geografie
Stellichte ist die nördlichste Ortschaft der Stadt Walsrode. Sie liegt zehn Kilometer nördlich vom Kernort Walsrode und sechs Kilometer südwestlich von Visselhövede. Die durch den Ort verlaufende Lehrde ist Grenzfluss zwischen den Landkreisen Heidekreis und Verden.

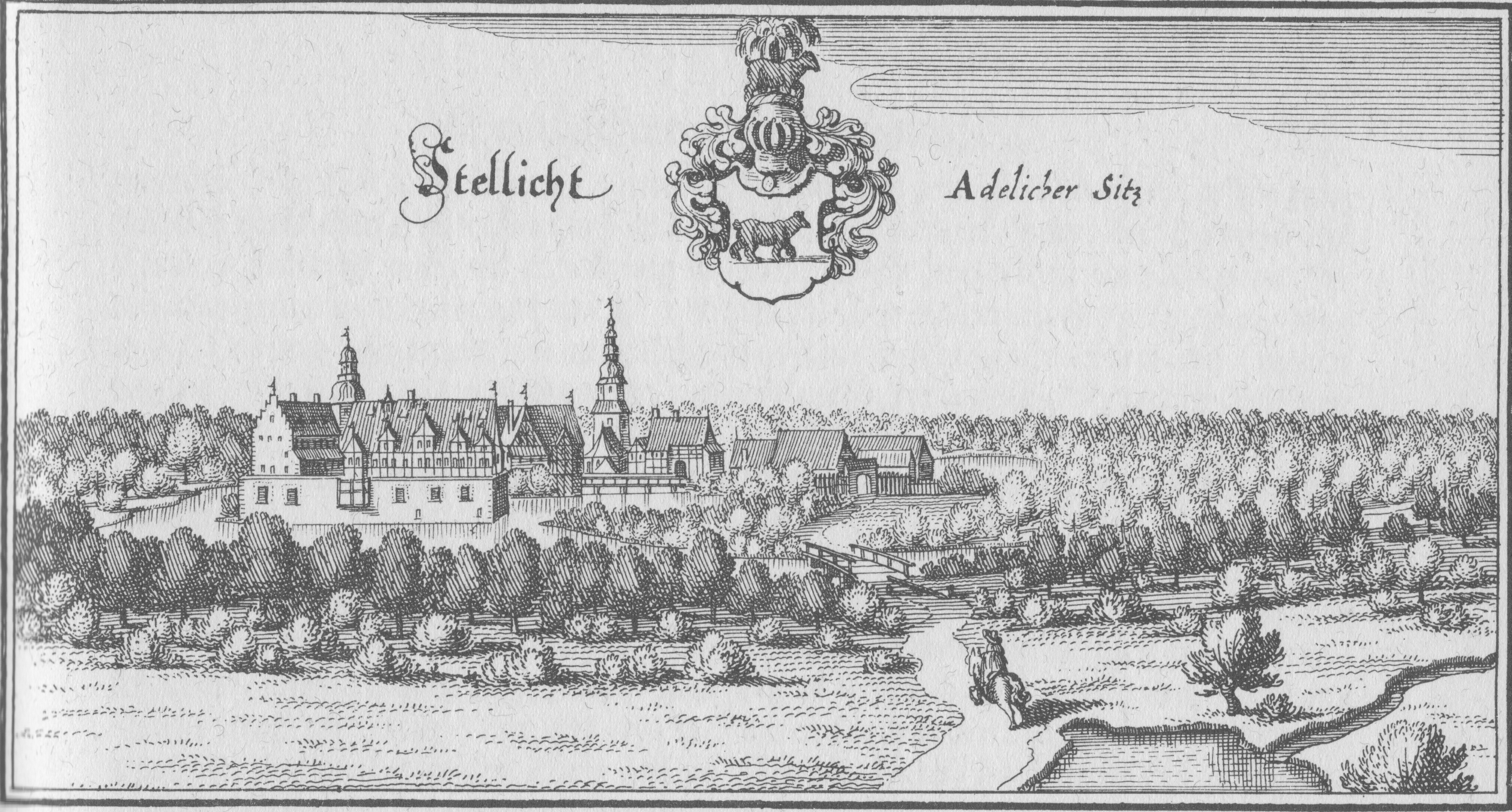
Stich von Matthäus Merian (1654/1658)

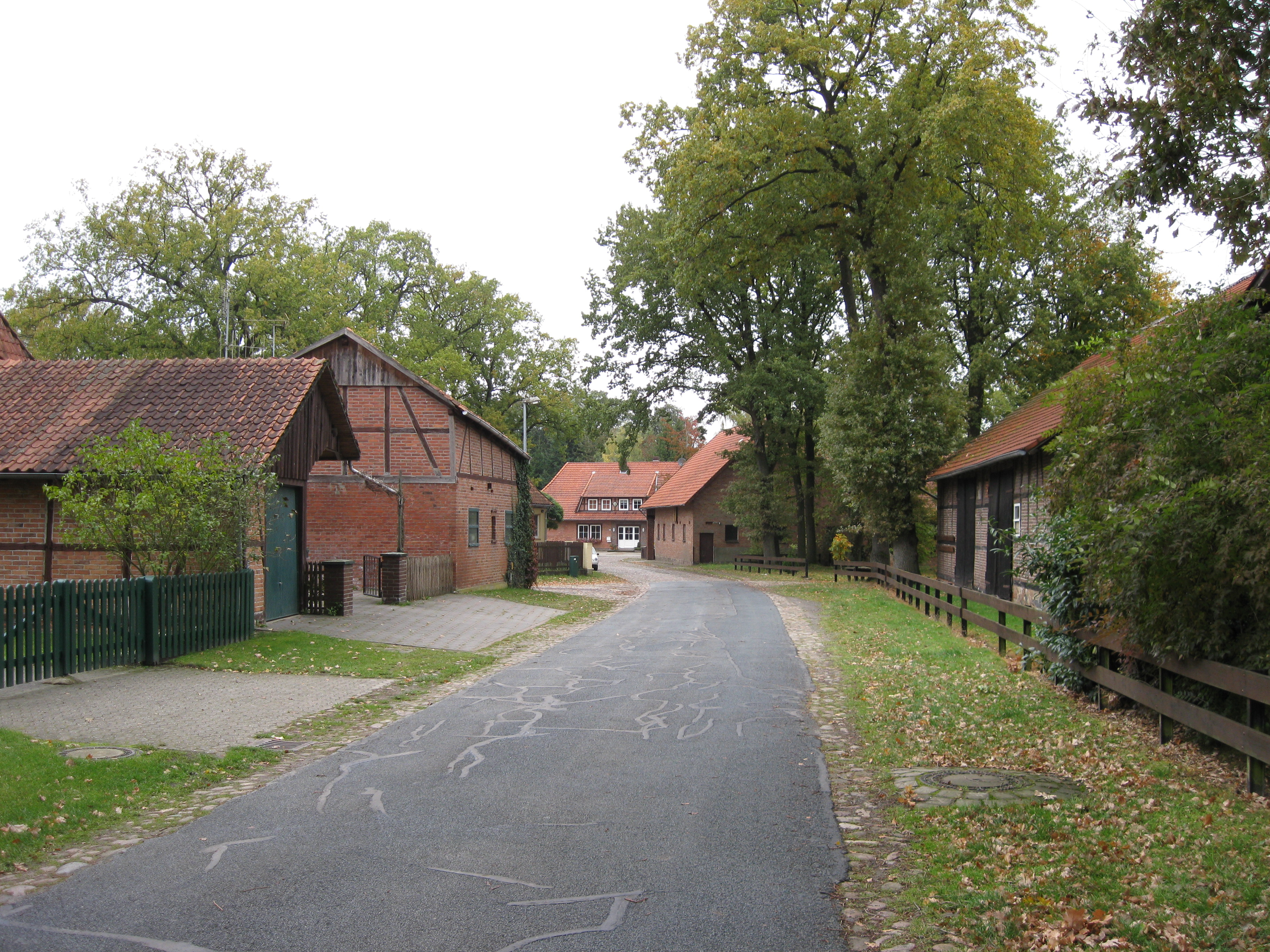
Dorfstraße in Stellichte

## Geschichte
Erste urkundliche Erwähnung fand der Ort im Jahr 1069 als Steinlaga. Am 1. März 1974 wurde Stellichte in die Stadt Walsrode eingegliedert.

## Politik
Ortsvorsteherin ist Birgit Podlech seit 2011.

## Kultur und Sehenswürdigkeiten

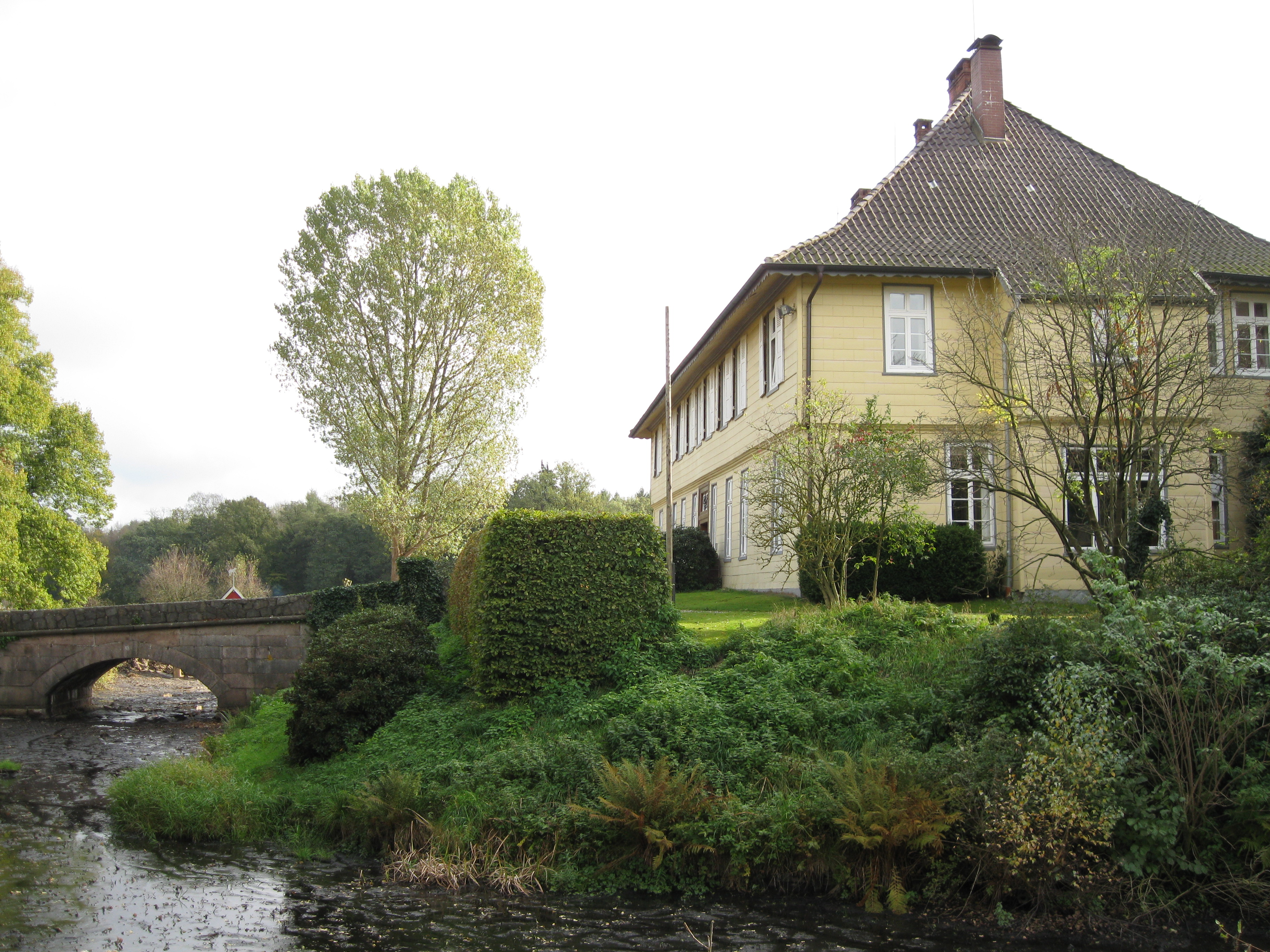
Das Herrenhaus des Gutshofs

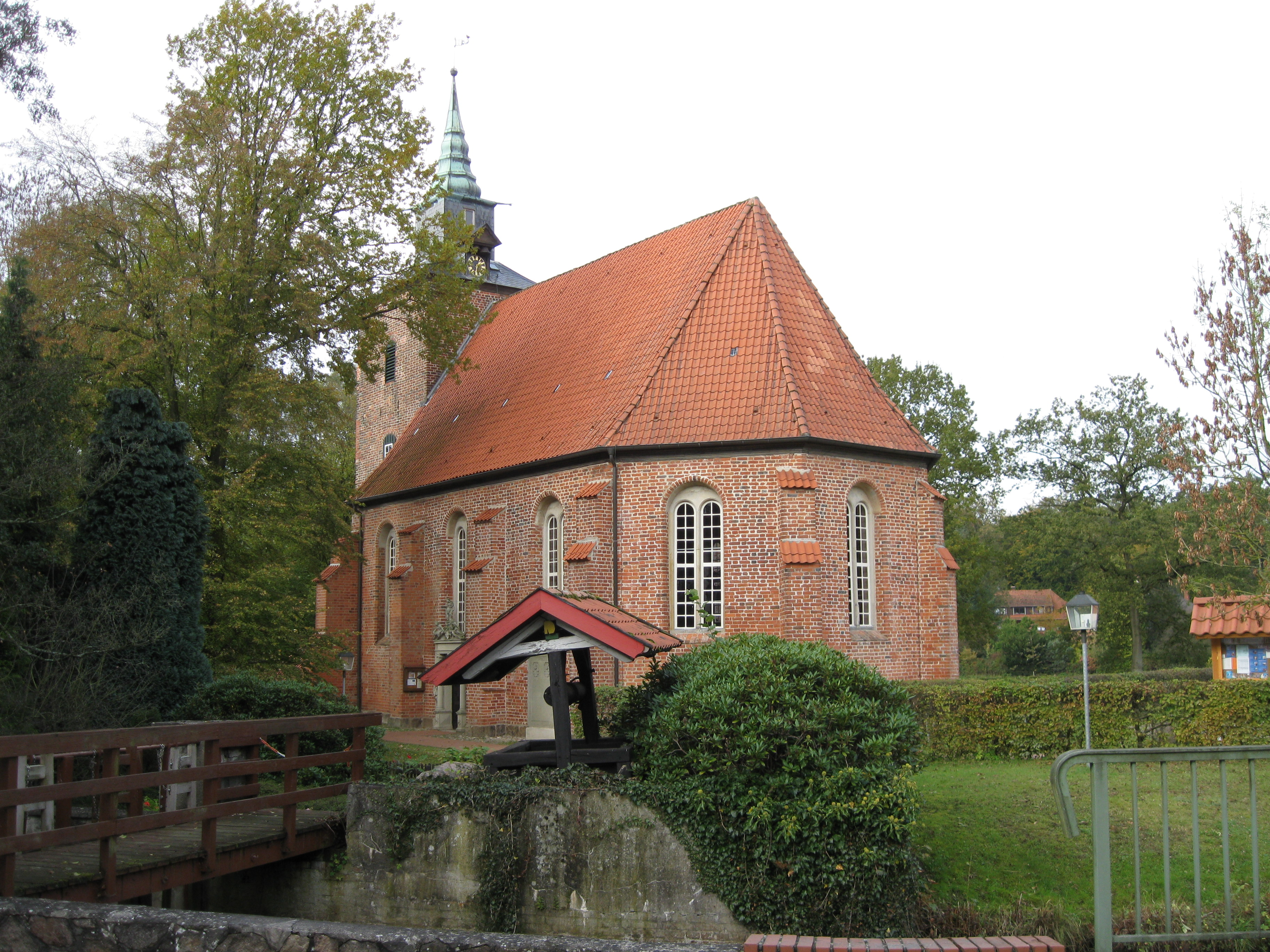
Gutskapelle

- Gut Stellichte, das sich noch heute im Privatbesitz der Familie von Behr befindet, ist sehenswert. Das Herrenhaus (1703/04) und ein zweigeschossiger Fachwerkspeicher (17. Jahrhundert) sind die wichtigsten Gebäude.
- Die evangelische St.-Georg-Christophorus-Jodokus-Kirche, ehemalige Gutskapelle (1608), ist ein „seltenes Beispiel einer qualitätvollen, in Architektur und Ausstattung einheitlichen Gutskapelle aus dem frühen 17. Jh.“[3].
- Die Obermühle, vor 1392 erbaut, gehörte über Jahrhunderte zum benachbarten Rittergut, bis sie 1786 als Erbzins verpachtet wurde.

Der Esel aus dem Märchen „Die Bremer Stadtmusikanten“ soll in Stellichte gelebt haben. Ein Radfernweg, der alle vier Stätten miteinander verbindet, an denen die vier Tiere gelebt haben sollen und der durch Stellichte führt, der „Stadtmusikantenweg“, wurde 2008 eingeweiht.
siehe auch Liste der Baudenkmale in Walsrode (Außenbezirke)#Stellichte

## Wirtschaft und Infrastruktur
Stellichte liegt fernab des großen Verkehrs. Die Bundesautobahn 27 verläuft 8 km entfernt südlich. Die von Rotenburg (Wümme) über Visselhövede zur A 7 führende Bundesstraße 440 verläuft nördlich, 6 km entfernt.
In Stellichte gibt es keine Straßenbezeichnungen, sondern nur Hausnummern, nach denen sich Einwohner, Postboten, Lieferanten und Besucher orientieren müssen.
Im Bezirksentscheid 2003 des 21. Landeswettbewerbes „Unser Dorf soll schöner werden – Unser Dorf hat Zukunft“ wurde die Ortschaft Stellichte Sieger. Im Rahmen desselben Wettbewerbs auf Landesebene erhielt Stellichte eine Auszeichnung als eines der sieben schönsten Dörfer Niedersachsens.